# Imaani
Imaani, auch Imaani Saleem, eigentlich Melanie Crosdale (* 1972 in Nottingham, England) ist eine britische Sängerin.

## Leben
Imaani begann ihre musikalische Karriere als Background- und Studiosängerin für Künstler wie Jocelyn Brown, Gloria Gaynor, Betty Wright, Mica Paris, Stephen Marley und Julian Marley. Sie wurde 1998 einem breiten Publikum bekannt, als sie an A Song for Europe, der britischen Vorentscheidung zum Eurovision Song Contest teilnahm. Für das von Scott English, Phil Manikiza und Simon Stirling geschriebene Lied Where Are You? erhielt sie 70421 Anrufe und konnte sich klar gegen die anderen drei Bewerber durchsetzen und gewann damit die Chance, ihr Heimatland beim Wettbewerb zu vertreten. Beim Eurovision Song Contest 1998 in Birmingham war sie ebenfalls erfolgreich und belegte mit 166 Punkten den zweiten Platz, nur sechs Punkte hinter der Siegerin Dana International. Where Are You? war in Großbritannien ein kleiner Hit und erreichte mit über 100.000 verkauften Tonträgern Platz 15 in den Singlecharts.
Trotz des Erfolges beim Wettbewerb entschied sich das Plattenlabel EMI, keine weitere Single zu veröffentlichen. 2000 war Imaani Frontsängerin der Formation Tru Faith & Dub Conspiracy und erreichte mit einer Coverversion des Adina-Howard-Klassikers Freak like Me Platz 12 in den britischen Verkaufscharts. Kurz darauf trat sie der Jazz-Funk-Band Incognito bei, mit der sie verschiedene CDs aufnahm. 2006 wirkte sie als Sängerin an dem House-Lied Bring Me Love der Gruppe Copyright Project mit. Die Single kam bis auf Platz drei der Club-Charts in Großbritannien.
2014 wurde ihr erstes Album Standing Tall veröffentlicht.

## Diskografie
Alben
- 2014: Standing Tall (Dome)